# 北屏镇
北屏镇，原为北屏乡，是中华人民共和国重庆市城口县下辖的一个乡镇级行政单位。2025年2月21日撤乡设镇。

## 行政区划
北屏镇下辖以下地区：
北屏乡社区、松柏村、金龙村、安乐村、苍坪村、北屏村、太坪村和月峰村。